# Atalantycha neglectus
Atalantycha neglectus is een keversoort uit de familie soldaatjes (Cantharidae). De wetenschappelijke naam van de soort werd in 1919 gepubliceerd door Henry Clinton Fall.